# لفائف الموت
لفائف الموت (بالإنجليزية: Mortal coil)‏ هو مصطلح شاعري لمتاعب الحياة اليومية والنزاع والمعاناة في العالم. يتم استخدامه بمعنى أعباء يتم حملها أو التخلي عنها. والمتمثل في مناجاة «أكون أو لا أكون هذا هو السؤال» في مسرحية هاملت لشكسبير.

## الاشتقاق
وهي مشتقة من الإنجليزية في القرن السادس عشر، تشير كلمة "" إلى إصابات أو اضطرابات. تستخدم اصطلاحيًا، وتعني العبارة «الصخب والاضطراب في هذه الحياة البشرية». يحتوي «الملف» على تاريخ اشتقاقي غير عادي. تم صياغتها مرارًا وتكرارا. في أوقات مختلفة استخدمها الناس عبر الزمن استخدامات مختلفة تمامًا. وفي هذا المعنى الأخير، الذي أصبح شائعًا في القرن السادس عشر، استخدم شكسبير الكلمة.
"لفائف الموت" للإشارة إلى "للنوم، الميل إلى الحلم" " - هي جزء من " هاملت " الشهير " أن تكون، أو لا تكون ".

## أمثلة
في هذا الحوار، يقوم اثنان من الموظفين بمناقشة الموت الأخير للمغنية الشهيرة.
ديانا: يا إميلي. هل سمعت أن مغني المفضل قد توفي؟
إميلي: أوه لا! أنا آسف جدا لسماع ذلك. يا لها من مأساة.
ديانا: نعم، إنها مأساة بالنسبة لي ولعائلته ومعجبيه. لكنها ربما تكون للأفضل.
إميلي: ماذا تقصد؟
ديانا: لقد كان مريضا جدا في السنوات القليلة الماضية، وتحدث علنا عدة مرات عن الألم المروع الذي كان فيه. أعتقد أنه كان على استعداد لخلع هذا الملف المميت.
إميلي: آه، أنا أرى.
المثال الثاني
```
يناقش اثنان من لاعبي البيسبول سلسلتهم الأخيرة من الألعاب الخاسرة.
```

بيلي: لقد خسرنا كل مباراة حتى الآن هذا الموسم! إنه محرج.
إنجي: نعم، لكننا سنواصل التدريب وسيتحسن فريقنا.
بيلي: كل شيء فظيع في حياتي. أنا أكره وظيفتي، وأسرتي تكرهني، والآن لا أستطيع حتى الفوز بلعبة بيسبول واحدة! لا أستطيع الاستمرار على هذا النحو. أريد أن أخلع هذا الملف المميت
إنجي: هذا ليس مضحكا. يجب أن لا تضحك بالانتحار على شيء كشيء تافه مثل لعبة البيسبول.
بيلي: هذا صحيح. ولكن من الصحيح أيضًا أنني أشعر بالاكتئاب. إنه ليس بسبب مشكلة البيسبول، لكنه بالتأكيد لا يساع